# Ballarò (Palerme)
Ballarò est l'un marché historique de Palerme, avec ceux de la Vucciria, Il Capo, Lattarini et le Marché aux puces de Palerme (it).

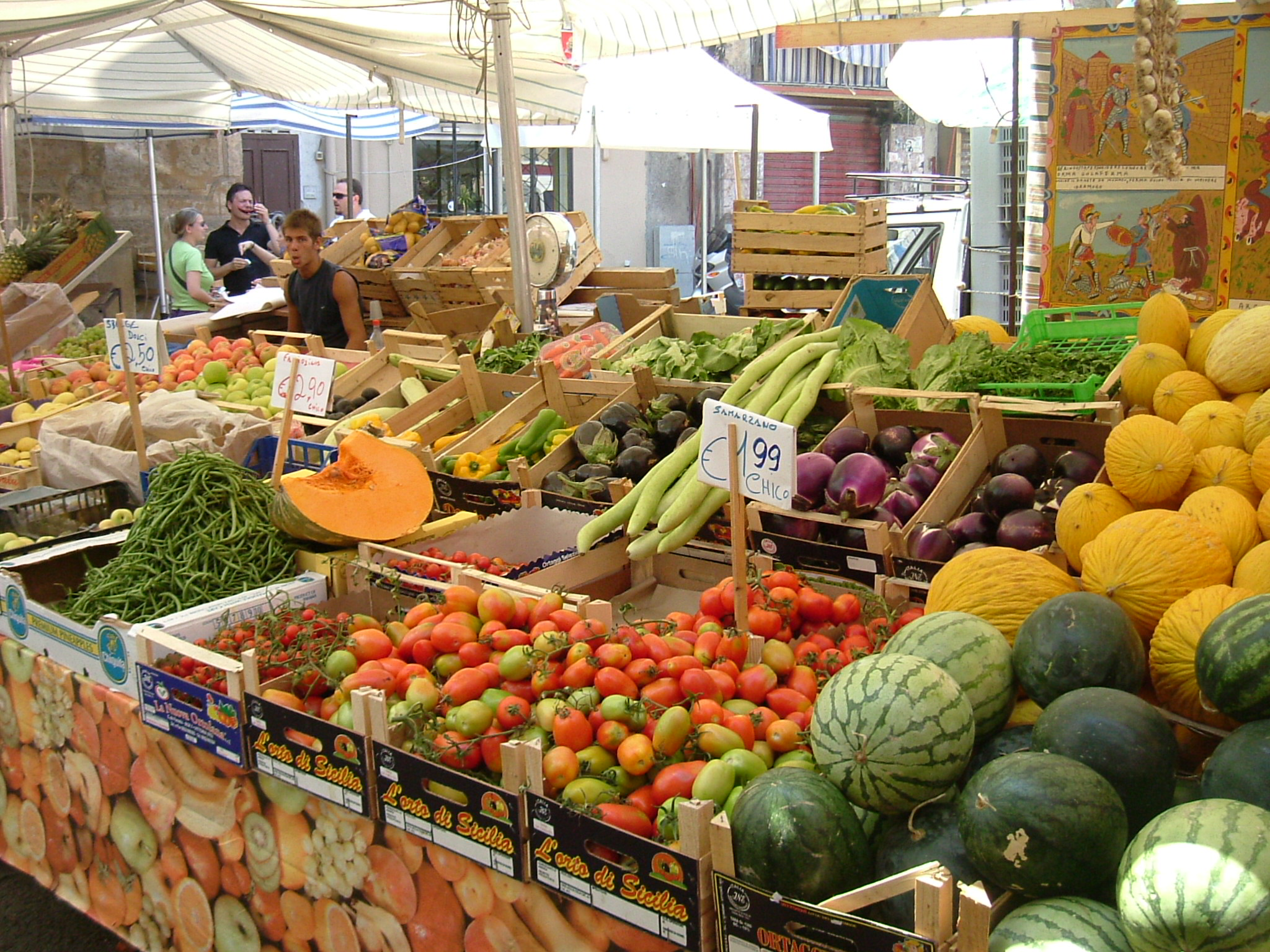
Étals de fruits à Ballarò.

## Le marché

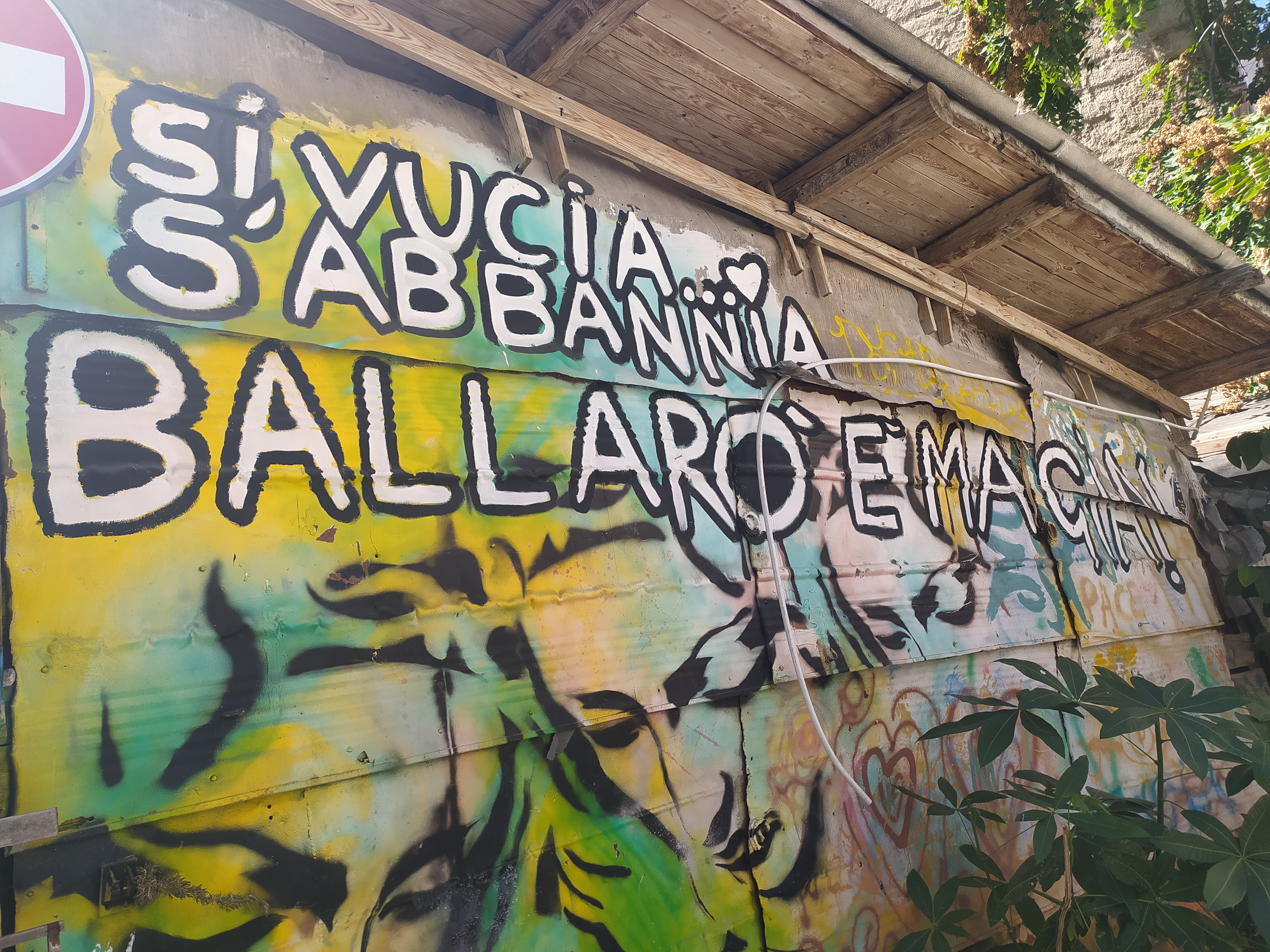
Peintures murales à l'entrée du marché

Le marché permanent s'étend de la Piazza Casa Professa jusqu'aux bastions du Corso Tukory en direction de la Porta Sant'Agata. Celui-ci est célèbre pour la vente de produits provenant de la campagne palermitaine. Ballarò est le plus ancien des marchés de la ville, fréquenté quotidiennement par des centaines de personnes, animé par ce qu'on appelle l'abbaniate, c'est-à-dire par les appels bruyants des vendeurs qui, avec leur accent local caractéristique et coloré, essayent d'attirer l'intérêt des passants. 
Ballarò est avant tout un marché alimentaire, principalement utilisé pour la vente de fruits, légumes, épices, viande et poisson, mais on peut également trouver des articles ménagers pour cuisiner et nettoyer la maison, comme dans les marchés de Capo et Vucciria.

## Aliments cuits
A l'intérieur du marché, les marchands de légumes vendent des plats cuisinés et des plats de rue, typiques de la cuisine de Palerme, comme les oignons bouillis ou cuits au four, les panelle, les crocchè ou cazzilli (croquettes de pommes de terre), les légumes bouillis, le poulpe, le quarume (entrailles de veau), sandwich pani câ mèusa.

## Étymologie
Cœur du quartier de l'Albergheria, le marché Ballarò doit son nom à Bahlara, village proche de Monreale d'où étaient originaires les marchands arabes, ou du nom de Vallaraya, roi indien de la région de Deccan. D'autres hypothèses d'une étymologie dérivant de l'arabe s'appuient sur le fait que le nom dérive des équivalents de « marché miroir » et « lieu de foire », c'est-à-dire Souk el Ballarak et Segel-ballareth.
Selon d'autres, le nom Ballarò est lié à la figure de Ferdinand Ballarò, capitaine du roi de Sicile Ferdinand II d'Aragon à Palerme au XVe siècle, ou à la famille Ballarò qui collectait pour le compte un pourcentage des ventes de produits alimentaires du roi d'Espagne au marché du même nom.

## Le marché Ballarò dans les médias
- Le marché Ballarò a été le sujet d'un épisode de la troisième série documentaire "Marchés alimentaires : 0 Km Parfums et Saveurs" diffusé sur Rai 1.